# Liste der Denk- und Stolpersteine in Rostock
Die Liste der Denk- und Stolpersteine in Rostock enthält die in den Boden eingelassenen Tafeln in der Hansestadt Rostock, die an das Schicksal der Menschen erinnern, die im Nationalsozialismus ermordet, deportiert, vertrieben oder in den Suizid getrieben wurden. Die Steine sind wie im Stolpersteine-Projekt von Gunter Demnig vor den Wohnhäusern oder Wirkungsstätten der Opfer eingelassene Platten, stehen aber mit den Demnigschen Arbeiten in keinem direkten Zusammenhang. Die Steine werden in Rostock seit dem Jahr 2000 auf Initiative des Vereins der Freunde und Förderer des Max-Samuel-Hauses verlegt. Sie bestehen aus größeren Steinplatten, die entsprechend Bruch- und Abriebspuren aufweisen. Nachdem Demnig der weiteren Verwendung des ursprünglich verwendeten Begriffs „Stolperstein“ nicht zustimmte, werden die seit 2016 verlegten Steine als „Denksteine“ bezeichnet. Die neuen Steine erhielten eine andere Optik und sind witterungsbeständiger als die bis 2016 verlegten.
Die Tabelle ist teilweise sortierbar; die Grundsortierung erfolgt alphabetisch nach dem Familiennamen.

## Denk- und Stolpersteine
| Bild                                   | Inschrift                                                                                                   | Name                                   | Ort                                                                        | Verlegedatum  | Anmerkungen |
| -------------------------------------- | --- | -------------------------------------- | -------------------------------------------------------------------------- | ------------- | --- |
| Bayer, Paula                           | Burgwall 12 Paula Bayer 1885-1944 Vergast in Auschwitz                                                      | Bayer, Paula                           | Burgwall 12 (Karte)                                                        | 2022          | |
| Bernhard, Arnold                       | SCHNICKMANNSTRASSE 9 ARNOLD BERNHARD 1886-1944 VERGAST IN AUSCHWITZ                                         | Bernhard, Arnold                       | Schnickmannstr. Ecke Auf der Huder 3 ex: Schnickmannstr. 9 (Karte)         |               | |
| Bernhard, Emma (geb. Hess)             | SCHNICKMANNSTRASSE 9 EMMA BERNHARD 1899-1944 VERGAST IN AUSCHWITZ                                           | Bernhard, Emma (geb. Hess)             | Schnickmannstr. Ecke Auf der Huder 3 ex: Schnickmannstr. 9 (Karte)         | 9. Mai 2011   | [ 4 ] |
| Bernhard, Helene (geb. Löwenberg)      | SCHNICKMANNSTRASSE 9 HELENE BERNHARD 1855-1944 ERMORDET IN THERESIENSTADT                                   | Bernhard, Helene (geb. Löwenberg)      | Schnickmannstr. Ecke Auf der Huder 3 ex: Schnickmannstr. 9 (Karte)         | 9. Mai 2011   | [ 4 ] |
| Beyer, Alfred                          | Lessingstraße 3 Alfred Beyer 1876-1944 Ermordet in Theresienstadt                                           | Beyer, Alfred                          | Lessingstraße 3 (Karte)                                                    |               | |
| Beyer, Margarethe                      | Lessingstraße 3 Margarethe Beyer 1882-1943 Ermordet in Theresienstadt                                       | Beyer, Margarethe                      | Lessingstraße 3 (Karte)                                                    |               | |
| Blach, Bernhard                        | Patriotischer Weg 16 BERNHARD BLACH 1926-1942 Ermordet in Auschwitz                                         | Blach, Bernhard                        | Patriotischer Weg 16 (Karte)                                               |               | Bernhard Blach wurde als eines von drei Kindern seiner Mutter Paula Blach 1926 in Rostock geboren. Am Morgen des 10. Juli 1942 – der Junge war erst 16 Jahre alt – wurde er mit seiner Mutter von Polizisten zum Hauptbahnhof gebracht und mit 22 anderen Rostocker Juden mit dem Zug zunächst nach Ludwigslust gefahren. Von dort wurden sie am Tag darauf nach Auschwitz deportiert, direkt nach der Ankunft in Birkenau selektiert und in der Gaskammer getötet. |
| Blach, Paula (geb. Kaatz)              | PATRIOTISCHER WEG 16 PAULA BLACH 1891-1942 VERGAST IN AUSCHWITZ                                             | Blach, Paula (geb. Kaatz)              | Patriotischer Weg 16 (Karte)                                               | 9. Juni 2005  | Nach dem Tod des Mannes war Paula Blach allein mit drei Kindern und einem Uhrmachergeschäft (Doberaner Straße 1a). Von den Novemberpogromen am 9. November 1938 wurde das Geschäft so stark in Mitleidenschaft gezogen, dass sie es aufgeben musste. Das Haus im Patriotischen Weg, wo auch die Stolpersteine zu finden sind, gehörte der Familie. Direkt gegenüber befand sich die Rostocker NSDAP-Parteizentrale. Paula Blach nahm die Juden auf, denen von den Vermietern die Wohnung gekündigt wurde. Ein Sohn, Herbert, gelangte schon 1936 nach Italien, die Tochter Marga konnte 1938 nach Palästina fliehen. Paula Blach wurde zusammen mit ihrem Sohn Bernhard und 20 weiteren Juden am 10. Juli 1942 von Polizisten zum Hauptbahnhof gebracht, dort zunächst nach Ludwigslust deportiert und einen Tag später nach Auschwitz. In Birkenau wurden beide direkt nach der Ankunft selektiert und vergast. |
| Bloch, Marie                           | PAULSTRASSE 5 MARIE BLOCH 1871-1944 ERMORDET IN THERESIENSTADT                                              | Bloch, Marie                           | Paulstraße 5 (Karte)                                                       | 13. Okt. 2004 | Marie Bloch wurde 1871 in Berlin geboren. Sie war Pädagogin und in der bürgerlichen Frauenbewegung aktiv. Seit 1908 lebte sie in Rostock und dort in der Kinderfürsorge tätig. Am 11. November 1942 wurde sie in das KZ Theresienstadt deportiert, wo sie im folgenden Jahr starb. Eine Straße und ein Kindergarten in Rostock tragen ihren Namen. |
| Borchardt, Irma (geb. Salomon)         | ESCHENSTRASSE 8 IRMA BORCHARDT 1903-1942 VERGAST IN AUSCHWITZ                                               | Borchardt, Irma (geb. Salomon)         | Eschenstraße 8 (Karte)                                                     | 7. Juni 2011  | 1903 wurde Irma Borchardt geb. Salomon geboren. Ihr Vater starb früh. Sie arbeitete wie ihre Mutter Johanna als Verkäuferin. 1933 wurde sie entlassen. Max Samuel gab ihr in seinen EMSA-Werken Arbeit. Dort fertigte sie orthopädische Schuhwaren. 1939 heiratete sie Bernhard Borchardt, einen ehemaligen Handelsvertreter. Sie lebten zusammen bei der Mutter in der Eschenstraße 8, wo auch die Stolpersteine zu finden sind. Am 10. Juli 1942 wurden beide nach Auschwitz deportiert. Zu diesem Zeitpunkt war Irma hochschwanger. In Auschwitz wurden sie umgehend in der Gaskammer getötet. |
| Bragenheim, Albert                     | Laurembergstraße 28 Albert Bragenheim 1879–1942 Vergast in Auschwitz                                        | Bragenheim, Albert                     | Laurembergstraße 28 (Karte)                                                | 2019          | |
| Bragenheim, Selma                      | Laurembergstraße 28 Selma Bragenheim 1884–1942 Vergast in Auschwitz                                         | Bragenheim, Selma                      | Laurembergstraße 28 (Karte)                                                | 2019          | |
| Brann, Günther                         | Margarethenstraße 59A Günther Brann 1892-1944 Ermordet in Auschwitz                                         | Brann, Günther                         | Margarethenstraße 59A (Karte)                                              | 2022          | |
| Brann, Lilli                           | Margarethenstraße 59A Lilli Brann 1898-1944 Ermordet in Auschwitz                                           | Brann, Lilli                           | Margarethenstraße 59A (Karte)                                              | 2022          | |
| Danziger, Bruno                        | LUDWIGSTRASSE 31 BRUNO DANZIGER 1885-1942 VERGAST IN AUSCHWITZ                                              | Danziger, Bruno                        | Ludwigstraße 31 (Karte)                                                    | 5. Feb. 2014  | Geboren 1885 in Thorn. Im Ersten Weltkrieg wurde er mit dem „Ehrenkreuz für Frontkämpfer“ ausgezeichnet. 1919 heiratete er Margarete Stargardter. Er verließ mit seiner Frau Thorn nach der Volksabstimmung vom 11. Juni 1920 über den Verbleib Westpreußens. In Rostock gründeten sie einen Getreide- und Futtermittelhandel. Bruno Danziger war Mitglied des „Centralvereins deutscher Staatsbürger jüdischen Glaubens“ (CV) und des Reichsbundes jüdischer Frontsoldaten. Nach den Pogromen wurde er für einige Wochen im Landeszuchthaus Alt-Strelitz inhaftiert. Am 11. Juli 1942 wurde er nach Auschwitz deportiert und vergast. |
| Danziger, Margarete (geb. Stargardter) | LUDWIGSTRASSE 31 MARGARETE DANZIGER 1892-1943 VERGAST IN AUSCHWITZ                                          | Danziger, Margarete (geb. Stargardter) | Ludwigstraße 31 (Karte)                                                    | 5. Feb. 2014  | Geboren 1892 in Elbing als Margarete Stargardter. 1919 heiratete sie in Elbing Bruno Danziger. Nach der Volksabstimmung am 11. Juni 1920 über den Verbleib Westpreußens, zogen beide nach Rostock. Am 20. Mai 1920 brachte sie noch ihren Sohn Kurt zur Welt, der zweite Sohn, Peter, wurde am 10. Januar 1923 schon in Rostock geboren. Margarete und ihr Mann führten noch bis 1936 eine erfolgreiche Getreide- und Futtermittelhandlung. Die Söhne konnten über England nach Australien emigrieren. Margarete starb einige Monate nach ihrem Mann. Am 4. März 1943 wurde sie von Berlin nach Auschwitz deportiert und vergast. |
| David, Julius                          | Lange Straße 90 Julius David 1891-1943 Verunglückt in Rostock                                               | David, Julius                          | Lange Straße 90 (Karte)                                                    | 21. Okt. 2013 | |
| Feist, Wolfgang                        | BAHNHOFSTRASSE 2 WOLFGANG FEIST 1901-1942 VERGAST IN AUSCHWITZ                                              | Feist, Wolfgang                        | Alte Bahnhofstr. 2 ex: Bahnhofstraße 2 (Karte)                             | 21. Okt. 2013 | Wolfgang Feist stammte aus Berlin und zog 1931 nach Warnemünde. 1938 wurde er verhaftet. Er starb 1942 im Konzentrationslager Auschwitz. |
| Gimpel, Bruno                          | Friedrich-Franz-Straße 20 Bruno Gimpel 1886-1943 Freitod in Dresden                                         | Gimpel, Bruno                          | August-Bebel-Straße 15–20 ex: Friedrich-Franz-Straße 20 (Karte)            | 2021          | der Denkstein lag erst in der Kröpeliner Straße, wurde an den jetzigen Standort verlegt |
| Hirsch, Hans                           | STEPHANSTRASSE 3 HANS HIRSCH 1933-1942 VERGAST IN AUSCHWITZ                                                 | Hirsch, Hans                           | Stephanstraße 3 (Karte)                                                    |               | |
| Hirsch, Inge                           | STEPHANSTRASSE 3 INGE HIRSCH 1930-1942 VERGAST IN AUSCHWITZ                                                 | Hirsch, Inge                           | Stephanstraße 3 (Karte)                                                    |               | |
| Hirsch, Meta (geb. Arndt)              | STEPHANSTRASSE 3 META HIRSCH 1905-1942 VERGAST IN AUSCHWITZ                                                 | Hirsch, Meta (geb. Arndt)              | Stephanstraße 3 (Karte)                                                    |               | |
| Hirsch, Willy                          | STEPHANSTRASSE 3 WILLY HIRSCH 1890-1942 VERGAST IN AUSCHWITZ                                                | Hirsch, Willy                          | Stephanstraße 3 (Karte)                                                    |               | |
| Hirschberg, Else                       | Schillerstraße 29 Else Hirschberg 1892-1942 Vergast in Auschwitz                                            | Hirschberg, Else                       | Schillerstraße 29 (Karte)                                                  |               | |
| Hirschberg, Hertha                     | Schillerstraße 29 Hertha Hirschberg 1896-1943 Ermordet in Theresienstadt                                    | Hirschberg, Hertha                     | Schillerstraße 29 (Karte)                                                  |               | |
| Hirschberg, Margot                     | Schillerstraße 29 Margot Hirschberg 1896-1943 Vergast in Auschwitz                                          | Hirschberg, Margot                     | Schillerstraße 29 (Karte)                                                  |               | |
| Hochfelsen, Samuel                     | Fischbank 20 Samuel Hochfelsen 1874-1942 Ermordet in Bernburg/Saale                                         | Hochfelsen, Samuel                     | Fischbank 9/10 ex: Fischbank 20 (Karte)                                    |               | |
| Josephy, Bertha (geb. Marcus)          | KAISER-WILHELM-STR. 4 BERTHA JOSEPHY 1867-1942 GESTORBEN AUF DEM TRANSPORT NACH THERESIENSTADT              | Josephy, Bertha (geb. Marcus)          | Rosa-Luxemburg-Straße 4 ex: Kaiser-Wilhelm-Str. 4 (Karte)                  |               | [ 10 ] |
| Josephy, Edith (geb. Zimmt)            | DR. EDITH JOSEPHY 1898-1944 KINDERÄRZTIN VERGAST IN AUSCHWITZ                                               | Josephy, Edith (geb. Zimmt)            | Rembrandtstr. 16 (Karte)                                                   | 2. Mai 2005   | [ 6 ] |
| Josephy, Franz                         | DR. FRANZ JOSEPHY 1893-1944 AMTSGERICHTSRAT VERGAST IN AUSCHWITZ                                            | Josephy, Franz                         | August-Bebel-Straße 15–20 (Karte)                                          | 19. Feb. 2003 | [ 11 ] |
| Josephy, Richard                       | Graf-Schack-Straße 8 Dr. Richard Josephy 1890-1944 Umgekommen in Rostock                                    | Josephy, Richard                       | Leibnizplatz 1 Graf-Schack-Straße 8 (Karte)                                |               | Stein neu verlegt, jetzt aus Messing |
| Kaatz, Anna                            | LANGE STRASSE 89 ANNA KAATZ 1892-1942 VERGAST IN AUSCHWITZ                                                  | Kaatz, Anna                            | Lange Straße 14 ex: Lange Straße 89 (Karte)                                |               | |
| Kaatz, Frieda                          | Lange Straße 89 Frieda Kaatz 1890-1942 vergast in Auschwitz                                                 | Kaatz, Frieda                          | Lange Straße 14 ex: Lange Straße 89 (Karte)                                |               | |
| Kaatz, Louise                          | Lange Straße 89 Louise Kaatz 1900-1942 vergast in Auschwitz                                                 | Kaatz, Louise                          | Lange Straße 14 ex: Lange Straße 89 (Karte)                                |               | |
| Levy, Hanna                            | WENDENSTRASSE 2 HANNA LEVY 1925-1944 VERGAST IN AUSCHWITZ                                                   | Levy, Hanna                            | Wendenstraße 2 (Karte)                                                     |               | |
| Levy, Ina (geb. Engel)                 | PATRIOTISCHER WEG 16 INA LEVY 1870-1944 ERMORDET IN THERESIENSTADT                                          | Levy, Ina (geb. Engel)                 | Patriotischer Weg 16 (Karte)                                               | 7. Apr. 2010  | [ 12 ] |
| Levy, Martin                           | WENDENSTRASSE 2 MARTIN LEVY 1883-1941 SELBSTMORD IN ROSTOCK                                                 | Levy, Martin                           | Wendenstraße 2 (Karte)                                                     |               | [ 13 ] |
| Lindenberg, Edith (geb. Meyer)         | SCHRÖDERPLATZ 1A EDITH LINDENBERG 1887-1944 ERMORDET IN THERESIENSTADT                                      | Lindenberg, Edith (geb. Meyer)         | Einmündung des Friedhofswegs in Am Vögenteich ex: Schröderplatz 1a (Karte) |               | [ 14 ] [ 15 ] |
| Lindenberg, Hans                       | SCHRÖDERPLATZ 1A HANS LINDENBERG 1887-1944 VERGAST IN AUSCHWITZ                                             | Lindenberg, Hans                       | Einmündung des Friedhofswegs in Am Vögenteich ex: Schröderplatz 1a (Karte) | 12. Juni 2005 | [ 6 ] [ 15 ] |
| Marchand, Ida (geb. Grünebaum)         | Patriotischer Weg 16 IDA MARCHARD 1876-1944 Ermordet in Theresienstadt                                      | Marchand, Ida (geb. Grünebaum)         | Patriotischer Weg 16 (Karte)                                               |               | |
| Michaelis, Abraham                     | Patriotischer Weg 16 ABRAHAM MICHAELIS 1865-1943 Ermordet in Theresienstadt                                 | Michaelis, Abraham                     | Patriotischer Weg 16 (Karte)                                               |               | |
| Michaelis, Regina                      | Patriotischer Weg 16 Regina Michaelis 1876-1944 Vergast in Auschwitz                                        | Michaelis, Regina                      | Patriotischer Weg 16 (Karte)                                               |               | |
| Moral, Hans                            | FRIEDRICHSTRASSE 31 PROF. DR. HANS MORAL 1885-1933 DIREKTOR DER ZAHNKLINIK FREITOD IN ROSTOCK               | Moral, Hans                            | Friedrichstraße 31 (Karte)                                                 | 27. Jan. 2003 | Hans Moral wurde 1885 in Berlin geboren. Der Zahnmediziner kam 1913 als Assistenzarzt nach Rostock, wurde später zum Professor berufen und leitete die Zahnklinik der Universität. Kurz nach dem Machtantritt der Nationalsozialisten wurde er im April 1933 von seinem Posten beurlaubt. Er sollte in Belgrad eine neue Anstellung bekommen, nahm sich aber in der Nacht vor der geplanten Abreise in seiner Wohnung am 6. August 1933 das Leben. |
| Pietsch, Anneliese                     | Lessingstraße 3 Anneliese Pietsch 1905-1942 Vergast in Auschwitz                                            | Pietsch, Anneliese                     | Lessingstraße 3 (Karte)                                                    |               | |
| Pietsch, Rosaliese                     | Lessingstraße 3 Rosaliese Pietsch 1905-1942 Vergast in Auschwitz                                            | Pietsch, Rosaliese                     | Lessingstraße 3 (Karte)                                                    |               | |
| Pommer, Herbert                        | Lange Straße 72 Herbert Pommer 1907-1944 Ermordet in Auschwitz                                              | Pommer, Herbert                        | Lange Straße 8 ex: Lange Straße 72 (Karte)                                 |               | |
| Posner, Gustav                         | Kaiser-Friedrich-Straße 9 Gustav Posner 1900-1933 Freitod in Rostock                                        | Posner, Gustav                         | Koch-Gotha-Straße 9 (Karte)                                                |               | |
| Rotschild, Paul                        | WOKRENTER STRASSE 21 PAUL ROTHSCHILD 1892-1942 ERSCHOSSEN IN ROSTOCK                                        | Rotschild, Paul                        | Wokrenterstraße 6 ex: Wokrenterstr. 21 (Karte)                             |               | |
| Rubensohn, Bernhard                    | WEISSGERBERSTRASSE 6 BERNHARD RUBENSOHN 1881-1944 VERGAST IN AUSCHWITZ                                      | Rubensohn, Bernhard                    | Weißgerberstr. 6 (Karte)                                                   | 8. Apr. 2011  | [ 4 ] |
| Rubensohn, Gertrud (geb. von Halle)    | WEISSGERBERSTRASSE 6 GERTRUD RUBENSOHN 1884-1944 VERGAST IN AUSCHWITZ                                       | Rubensohn, Gertrud (geb. von Halle)    | Weißgerberstr. 6 (Karte)                                                   | 8. Apr. 2011  | [ 4 ] |
| Sawitz, Sara (geb. Feilchenfeld)       | KRÄMERSTRASSE 11 SARA SAWITZ 1860-1944 VERHUNGERT IN THERESIENSTADT                                         | Sawitz, Sara (geb. Feilchenfeld)       | Krämerstraße 4/5 ex: Krämerstraße 11 (Karte)                               |               | |
| Schlomann, Harry                       | BLUTSTRASSE 28 HARRY SCHLOMANN 1937-1944 VERGAST IN AUSCHWITZ                                               | Schlomann, Harry                       | Kröpeliner Str. 98 ex: Blutstraße 28 (Karte)                               | 10. Okt. 2013 | [ 17 ] |
| Schlomann, Hedwig (geb. Löwenthal)     | Blutstraße 28 Hedwig Schlomann 1878-1943 Ermordet in Theresienstadt                                         | Schlomann, Hedwig (geb. Löwenthal)     | Kröpeliner Str. 98 ex: Blutstraße 28 (Karte)                               |               | [ 3 ] |
| Schlomann, Richard                     | Blutstraße 28 Richard Schlomann 1878-1943 Ermordet in Theresienstadt                                        | Schlomann, Richard                     | Kröpeliner Str. 98 ex: Blutstraße 28 (Karte)                               |               | [ 3 ] |
| Schoeps, Martha (geb. Cohn)            | Wismarsche Strasse 13 Martha Schoeps 1889-1943 ermordet in Theresienstadt                                   | Schoeps, Martha (geb. Cohn)            | Wismarsche Straße 13 (Karte)                                               |               | |
| Schoeps, Simon                         | Wismarsche Strasse 13 Simon Schoeps 1863-1943 ermordet in Theresienstadt                                    | Schoeps, Simon                         | Wismarsche Straße 13 (Karte)                                               |               | |
| Siegmann, Hedwig                       | SCHILLERPLATZ 3 HEDWIG SIEGMANN 1906-1943 VERGAST IN AUSCHWITZ                                              | Siegmann, Hedwig                       | Schillerplatz 3 (Karte)                                                    |               | |
| Siegmann, Margarete (geb. Salomon)     | SCHILLERPLATZ 3 MARGARETE SIEGMANN 1881-1943 VERHUNGERT IN THERESIENSTADT                                   | Siegmann, Margarete (geb. Salomon)     | Schillerplatz 3 (Karte)                                                    | 16. Juni 2006 | [ 18 ] [ 5 ] |
| Siegmann, Richard                      | Schillerplatz 3 Richard Siegmann 1872-1943 Verhungert in Theresienstadt                                     | Siegmann, Richard                      | Schillerplatz 3 (Karte)                                                    | 2021          | zweiter Stein für Richard Siegmann an seinem Wohnort |
| Siegmann, Richard                      | RICHARD SIEGMANN 1872-1943 1898-1935 DIREKTOR DER ROSTOCKER STRASSENBAHN AG VERHUNGERT IM KZ THERESIENSTADT | Siegmann, Richard                      | Neuer Markt 1 (Karte)                                                      | 17. Juni 2002 | [ 19 ] [ 20 ] |
| Simon, Johanna                         | Ludwigstraße 31 Johanna Simon 1885-1943 Vergast in Auschwitz                                                | Simon, Johanna                         | Ludwigstraße 31 (Karte)                                                    | 2. Juni 2021  | |
| Simon, Louis                           | Ludwigstraße 31 Louis Simon 1877-1942 Vergast in Auschwitz                                                  | Simon, Louis                           | Ludwigstraße 31 (Karte)                                                    | 2. Juni 2021  | |
| Steinfeldt, Jenny (geb. Gottlob)       | ALTSCHMIEDESTRASSE 26 JENNY STEINFELDT 1897-1942 VERGAST IN AUSCHWITZ                                       | Steinfeldt, Jenny (geb. Gottlob)       | Altschmiedestr. 26 (Karte)                                                 |               | |
| Steinfeldt, Max                        | Altschmiedestraße 26 Max Steinfeldt 1927 - 1942 Vergast in Auschwitz                                        | Steinfeldt, Max                        | Altschmiedestr. 26 (Karte)                                                 | 10. Juni 2020 | [ 21 ] |
| Steinfeldt, Nathan                     | Altschmiedestraße 26 Nathan Steinfeld 1893-1941 Ermordet in Sachsenhausen                                   | Steinfeldt, Nathan                     | Altschmiedestr. 26 (Karte)                                                 | 10. Juni 2020 | [ 21 ] |
| Steinfeldt, Ossi                       | ALTSCHMIEDESTRASSE 26 OSSI STEINFELDT 1938-1942 VERGAST IN AUSCHWITZ                                        | Steinfeldt, Ossi                       | Altschmiedestr. 26 (Karte)                                                 |               | |
| Wunderlich, Gitel (geb. Salomonczyk)   | Wendenstraße 2 Gitel Wunderlich 1911-1942 Vergast in Auschwitz                                              | Wunderlich, Gitel (geb. Salomonczyk)   | Wendenstraße 2 (Karte)                                                     | 2017          | |
| Wunderlich, Heinz                      | Wendenstraße 2 Heinz Wunderlich 1906-1942 Vergast in Auschwitz                                              | Wunderlich, Heinz                      | Wendenstraße 2 (Karte)                                                     | 2017          | |
| Zuckermann, Perle (geb. Singermann)    | ALTSCHMIEDESTRASSE 26 PERLE ZUCKERMANN 1897-1942 VERGAST IN AUSCHWITZ                                       | Zuckermann, Perle (geb. Singermann)    | Altschmiedestr. 26 (Karte)                                                 | 20. Mai 2009  | [ 14 ] |
| Zuckermann, Ruth                       | ALTSCHMIEDESTRASSE 26 RUTH ZUCKERMANN 1931-1942 VERGAST IN AUSCHWITZ                                        | Zuckermann, Ruth                       | Altschmiedestr. 26 (Karte)                                                 |               | [ 13 ] |

Quellen: Max Samuel Haus, Rostock